# Мон-Сен-Сорлен, Клод де Лабом
Клод де Лабом (фр. Claude de la Baume; ум. после 23 июля 1541), барон дю Мон-Сен-Сорлен — бургундский государственный деятель, маршал и губернатор Бургундии.

## Биография
Третий сын Ги де Лабома, графа де Монревеля, и Жанны де Лонгви.
Сеньор де Шатенуа, Презийи, Ле-Веру, Больё, Монрибло, Борегар, Полапюсен, Вернантуа, Бессиа и Крёансе, бальи Амона, камергер Карла V.
В 1517 году урегулировал со старшим братом споры относительно семейных владений Атталан, Антийи и Боверне. В 1529 стал маршалом Бургундии, в следующем году присутствовал на императорской коронации в Болонье.
В декабре 1531 на капитуле в Турне был избран в число рыцарей ордена Золотого руна.
Приобрел сеньории Прёйи, Больё, Борегар, Полапюсен и другие, в графстве Бургундском, у Анны де Шатовилен, графини де Монревель, своей невестки.
23 июля 1541 составил в Арбуа завещание, и умер вскоре после этого. Погребен в церкви Сен-Жюст в Арбуа.

## Семья
1-я жена (30.08.1502, Бурк-ан-Брес): Клодин де Тулонжон, дочь Марка де Тулонжона, сеньора де Вельпон, и Аньес де Бофремон
Брак бездетный
2-я жена (контракт 28.12.1532): Гийеметта д'Иньи, дочь Клериадюса д'Иньи и Клер де Клермон. Вторым браком вышла в 1548 году за Жана д'Андело, сеньора де Миона
Дети:
- Франсуа де Лабом (ум. 1565), граф де Монревель. Жена (1548): Франсуаза де Лабом, дочь Жана IV де Лабома, графа де Монревеля, и Элен де Турнон
- Клод де Лабом (ум. 1584), кардинал и архиепископ Безансона
- Перронна де Лабом. Муж (1560): Лоран II де Горрево, граф де Пон-де-Во
- Клодин де Лабом, монахиня в Шато-Шалоне, затем аббатиса в Сент-Андоше

Бастард:
- Проспер, бастард де Лабом, аббат Бегара, затем епископ Сен-Флура в Оверни